# Amöneburg
Amöneburg, (en français Amenebourg) est une municipalité allemande située dans l'arrondissement de Marbourg-Biedenkopf et dans le land de la Hesse. Elle s'est construite autour d'un château, la Burg Amöneburg.

## Armoiries
Les Armoiries de la ville représentent Saint Martin, le saint patron de l'évêché de Mayence. Il s'agit, plus précisément de la représentation d'un évènement de sa jeunesse alors que, officier de la légion, il donne la moitié de son manteau à un mendiant transi de froid.
Les armoiries comportent aussi une roue évoquant celles qui se trouvent sur les armoiries de Mayence. Cette multiplication des signes renvoyant à l’évêché de Mayence, le saint et la roue, rappelle qu'Amöneburg était une propriété de celui-ci avant son annexion par le Landgraviat de Hesse-Cassel.

## Géographie

### Situation
La ville se situe sur l'Ohm, un affluent de la Lahn, à onze kilomètres de Marbourg. Elle a été bâtie sur une éminence basaltique au milieu du bassin d'Amöneburg, une grande zone de terres arables, située entre Burwald, Marbourg, Stadtallendorf et Kirtorf.

### Le Bassin d'Amöneburg
Certaines études pourraient suggérer que ce bassin est issu d'un impact météoritique.

### Pluviométrie
Les précipitations annuelles sont de 630 mm. Le mois le plus sec est février, la plupart des précipitations tombent en mai.

## Histoire

### Antiquité
On trouve au sommet de l'éminence basaltique une fortification de l'âge du fer. Bien que fortement perturbées par l'occupation médiévale, les structures et mobiliers retrouvés permettent d'en estimer l'occupation vers les IIe et Ier siècles av. J.-C. Un habitat ouvert se trouvait sur le versant est.
Il est peut-être possible d'attribuer cette fortification au peuple germain des Chatti qui ont laissé leur nom à la Hesse.

### Moyen Âge

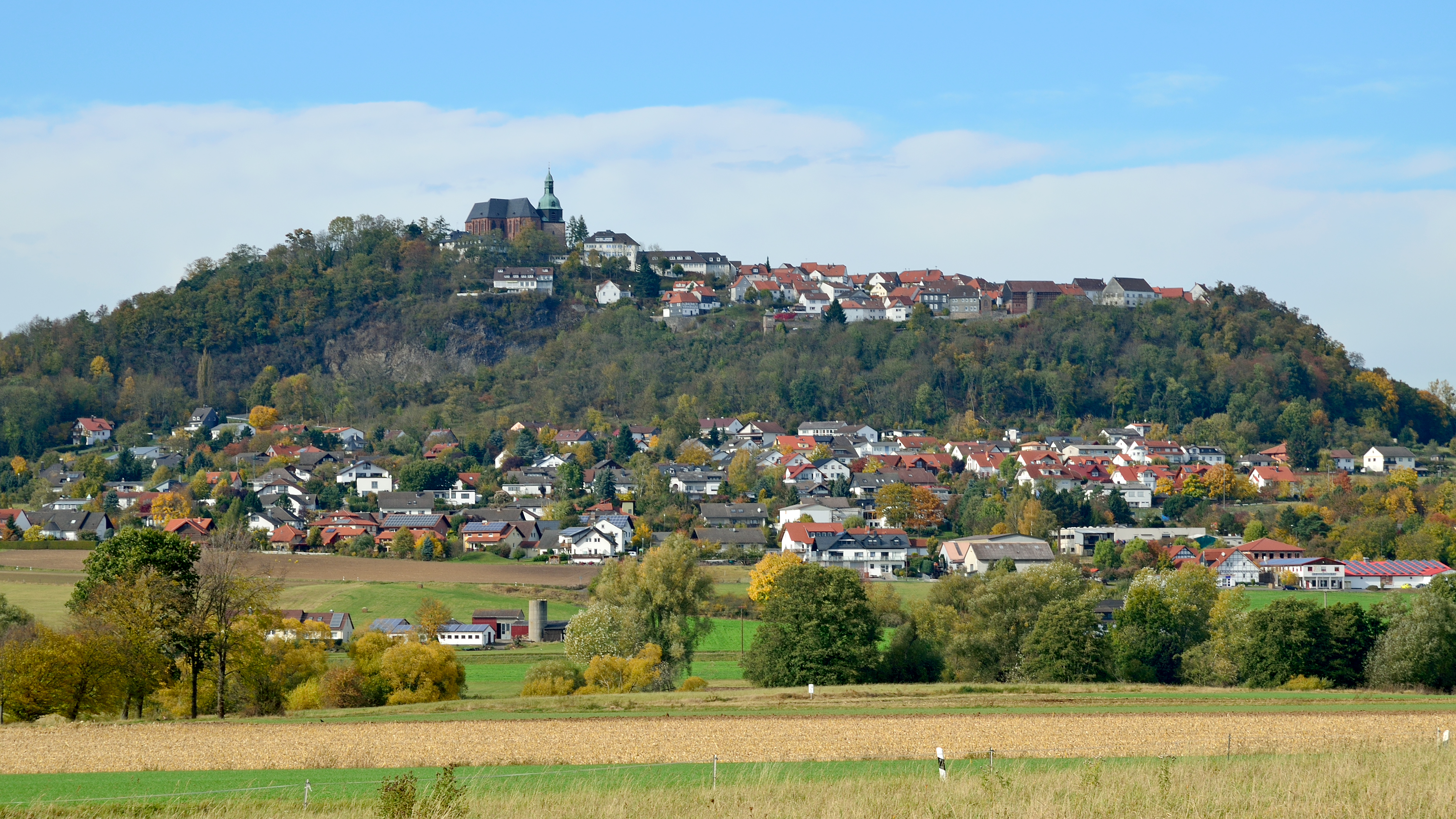
Amöneburg vu du sud-ouest

En 721, Boniface de Mayence construit au-dessous du château d'Amöneburg, un petit cloître et une nouvelle église.
Au début du XIIe siècle, une grande partie de la Hesse appartenait au landgraviat de Thuringe. Les terres de celui-ci étaient cependant largement dispersées et étaient parsemées de propriétés appartenant à l'Archevêché de Mayence et ses vassaux. La paroisse d'Amöneburg faisait partie de ces propriétés. Bien que la plupart de celles-ci aient été perdues par l'archevêché après 1427, il a conservé quelques enclaves, dont Amöneburg, jusqu'en 1803.
Au sud d'Amöneburg se trouvent les ruines d'un château du XIIe siècle, appelé le Wenigenburg.
À Amöneburg se trouve aussi le Burg Radenhausen, château des XIe et XIIe siècles.

### Période moderne
Pendant la guerre de Trente Ans, la ville et le château d'Amöneburg ont été occupés plusieurs fois.
Lors de la guerre de Sept Ans, un combat a opposé, le 21 septembre 1762, les troupes françaises à des troupes de la Hesse, de Brunswick et de Hanovre. En dépit des 527 morts provoqués par les combats, l'affrontement reste indécis. L'annonce d'un traité de paix arrête les hostilités. La guerre de sept ans s'achève quelques mois plus tard.
Un monument perpétue ce souvenir.
En 1803, Amöneburg est incorporé au Landgraviat de Hesse-Cassel. Avec l'annexion de ce dernier par la Prusse en 1866, Amöneburg devient une ville prussienne. C'est dans le giron de la Prusse qu'elle intègre l'empire allemand en 1871.

## Politique

### Maire
Les récentes élections municipales ont eu pour résultat :
| \| Année \| Candidat \| Parti \| % Ergebnis \| \| 2011 \| Michael Richter-Plettenberg \| \| 80,5 \| \| 2011 \| Jan-Gernot Wichert \| CDU \| 16,5 \| \| 2011 \| Anders Arendt \| \| 3,0 \| \| 2011 \| Participation en % \| 67,5 \| 67,5 \| \| 2005 \| Michael Richter-Plettenberg \| \| 58,8 \| \| 2005 \| Freddy Greib \| \| 41,2 \| \| 2005 \| Participation en % \| 69,1 \| 69,1 \| \| 2002 \| Anders Arendt \| \| 63,2 \| \| 2002 \| Oliver Haupt \| CDU \| 36,8 \| \| 2002 \| Participation en % \| 65,1 \| 65,1 \| \| 1996 \| Oliver Haupt \| CDU \| 50,7 \| \| 1996 \| Klaus Fecho \| \| 49,3 \| \| 1996 \| Participation en % \| 70,0 \| 70,0 \| | Lors de la dernière élection le 27 mars 2011, Michael Richter-Plettenberg non-inscrit s'imposait avec 80,5%, contre Jan Gernot Wichert (la CDU, 16,5%) et les différents non-inscrits l'Arendt (3,0%). La participation électorale était de 67,5%. |       |            |
| Année | Candidat | Parti | % Ergebnis |
| 2011 | Michael Richter-Plettenberg |       | 80,5       |
| 2011 | Jan-Gernot Wichert | CDU   | 16,5       |
| 2011 | Anders Arendt |       | 3,0        |
| 2011 | Participation en % | 67,5  | 67,5       |
| 2005 | Michael Richter-Plettenberg |       | 58,8       |
| 2005 | Freddy Greib |       | 41,2       |
| 2005 | Participation en % | 69,1  | 69,1       |
| 2002 | Anders Arendt |       | 63,2       |
| 2002 | Oliver Haupt | CDU   | 36,8       |
| 2002 | Participation en % | 65,1  | 65,1       |
| 1996 | Oliver Haupt | CDU   | 50,7       |
| 1996 | Klaus Fecho |       | 49,3       |
| 1996 | Participation en % | 70,0  | 70,0       |

### Jumelages
Amöneburg est jumelée avec :
- Château-Garnier (France)
- Tuoro sul Trasimeno (Italie) depuis 1987
- Tragwein (Autriche)

## Curiosités
L'aménagement de la place du marché rectangulaire d'Amöneburg date du XVIIIe siècle. Elle a été assainie et restaurée entre 1990 et 1995. La "cour de Mayence" avec la grange et le château à la porte Lindauer est également remarquable.
L'église contigüe, l'église St Johannes, est une basilique néo-gothique. Sur son côté nord se trouve un clocher du XIVe siècle.
Vers le sud-est, au pied de la butte et le long de l'Ohm, se trouve le "Moulin Brücker". C'est autour de ce moulin qu'eut lieu la bataille du 21 septembre 1762 et c'est dans la cour de l'auberge Brücker avoisinant celui-ci que se trouve le monument commémoratif de l'évènement, un obélisque de style baroque. Le moulin, initialement destiné à la mouture des céréales sert aujourd'hui à produire du courant électrique. Il a également servi à pomper de l'eau, la station de pompage est toujours visible.
Le rempart d'Amöneburg enferme une surface d'environ 12 hectares et est en liaison avec le Château d'Amöneburg.

## Personnalités
- Johannes Ferrarius (* autour de 1486 à Amöneburg; + le 25 juin 1558 à Marburg), théologien, juriste et premier recteur de l'université de Marburg
- Karl Greib (1899-1976), homme politique
- Josef Mönninger (* en 1919), théologien, allait à Amöneburg sur l'école de fondation le Saint Johann
- Eduard Schick (1906-2000), évêque de Fulda de 1974 à 1982
- Ludwig Schick (* en 1949), actuel archevêque de Bamberg